# David Lesperance

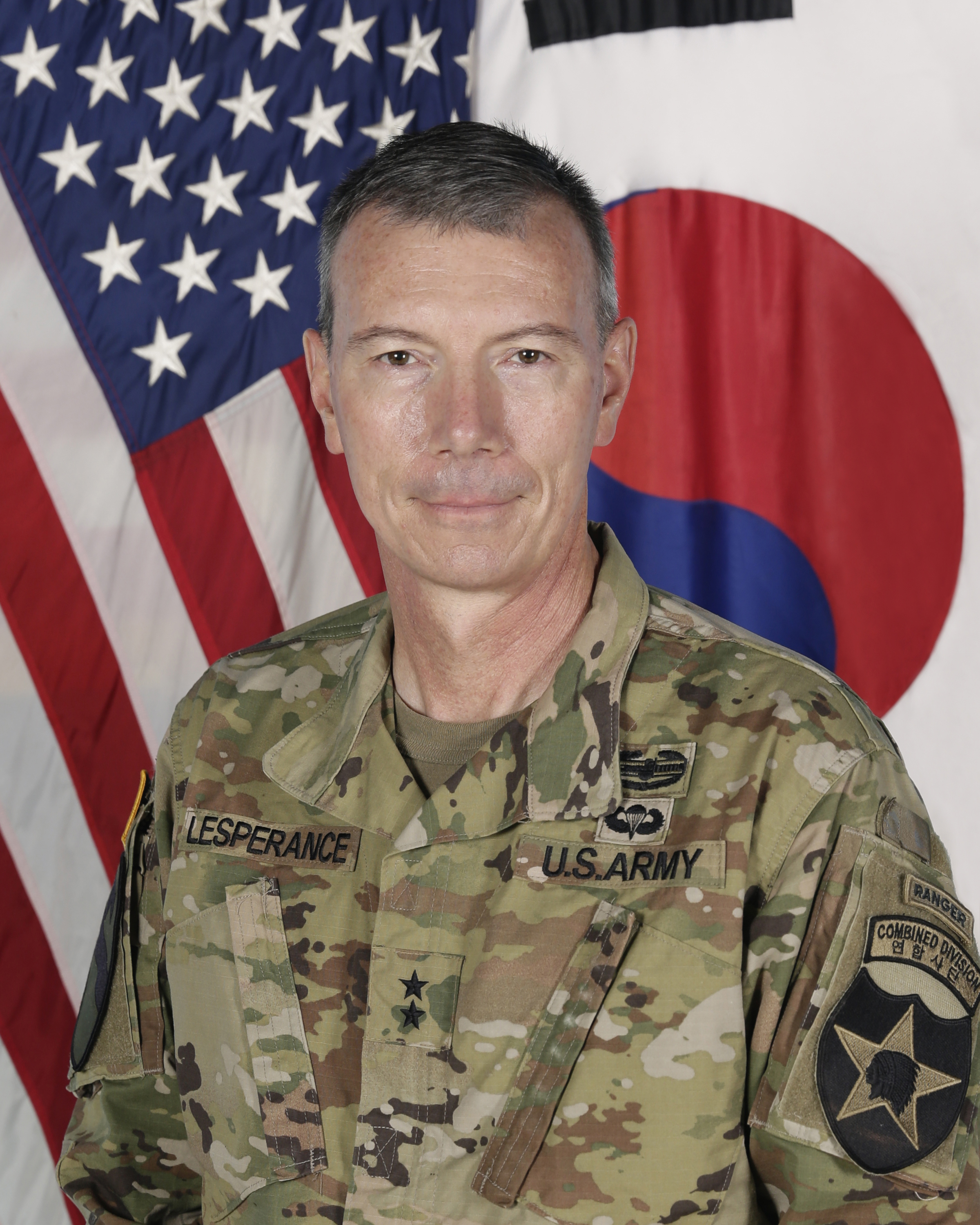
David A. Lesperance

David A. Lesperance  (* um 1968) ist ein Generalmajor der United States Army. Er war unter anderem Kommandeur der 2. Infanteriedivision.
Über das ROTC-Programm der Portland State University in Oregon gelangte Lesperance Jahr 1989 in das Offizierskorps des US-Heeres. Dort wurde er als Leutnant den Panzereinheiten zugeteilt. In der Armee durchlief er anschließend alle Offiziersränge vom Leutnant bis zum Zwei-Sterne-General.
Im Lauf seiner militärischen Karriere absolvierte er verschiedene Kurse und Schulungen. Dazu gehörten unter anderem der Infantry Officer Advanced Course, das Command and General Staff College und das United States Army War College.
In den Jahren 1990 bis 1993 war er Zugführer im 11. Panzerregiment (11th Armored Cavalry Regiment) in Bad Kissingen. Zwischenzeitlich war er mit seiner Einheit im Zweiten Golfkrieg eingesetzt. Im weiteren Verlauf seiner Karriere absolvierte Lesperance den für Offiziere in den niederen Rangstufen üblichen Dienst in unterschiedlichen Einheiten und Standorten. Dazu gehörten auch Aufgaben als Stabsoffizier in verschiedenen Hauptquartieren.
Ende der 1990er Jahre nahm er an der Operation Joint Forge im Rahmen der SFOR-Mission in Bosnien und Herzegowina teil. Zwischen 1999 und 2001 gehörte er der Fakultät der Army Infantry School an. Nach seinem Studium am Command and General Staff College wurde David Lesperance Stabsoffizier in einem Bataillon des 12. Kavallerieregiments. Dabei wurde er auch im Irakkrieg eingesetzt. Anschließend wurde er zu den Joint Chiefs of Staff versetzt, wo er in den Jahren 2005 bis 2007 in deren Stabsabteilung für Operationen J3 tätig war.
Daran schloss sich eine erneute Versetzung in den Irak an, wo er dem Stab der multinationalen Koalitionseinheiten angehörte. Von 2008 bis 2010 kommandierte er das 1. Bataillon des 8. Kavallerieregiments, mit dem er zwischenzeitlich erneut im Irak stationiert war. Nach einer Verwendung im Stab des National Training Centers und seinem Studium am Army War College erhielt er im Juni 2012 das Kommando über die 3. Panzerbrigade der 1. Kavalleriedivision, das er bis Juni 2014 behielt. Danach war er bis Juli 2015 Stabschef beim III. Korps.
Zwischen Juli 2015 und Juni 2016 leitete David Lesperance die Stabsabteilung für Operationen des National Training Centers. Danach leitete er bis 2017 die  Stabsabteilung G3 (Logistik und Nachschub) des 1st Special Forces Commands. Am 2. Juni 2017 erreichte David Lesperance mit seiner Beförderung zum Brigadegeneral die Generalsränge. Von 2017 bis 2019 leitete er die Panzerschule United States Army Armor School. Danach übernahm er das Kommando über das National Training Center in Fort Irwin in Kalifornien, in dessen Stab er zuvor bereits mehrfach tätig war. Diesen Posten bekleidete er bis zum Mai 2021. In diese Zeit fiel seine am 25. Februar 2021 erfolgte Beförderung zum Generalmajor.
Am 18. Mai 2021 übernahm Lesperance als Nachfolger Steven W. Gillands das Kommando über die in Südkorea stationierte 2. Infanteriedivision. Dieses Amt hatte er bis zum 15. Mai 2023 inne, als er sein Kommando an William D. Taylor übergab. Anschließend blieb er in Südkorea, wo er als Direktor für Operationen dem Stab des gemeinsamen Hauptquartiers der United States Forces Korea, dem United Nations Command und der gemeinsamen amerikanisch-südkoreanischen Truppen angehört. Diesen Posten hat er bis heute (Herbst 2023) inne.

## Orden und Auszeichnungen
David Lesperance erhielt im Lauf seiner militärischen Laufbahn unter anderem folgende Auszeichnungen:
- Legion of Merit
- Bronze Star Medal
- Defense Meritorious Service Medal
- Meritorious Service Medal
- Army Commendation Medal
- Army Achievement Medal